# Gerardus Livius Bonga

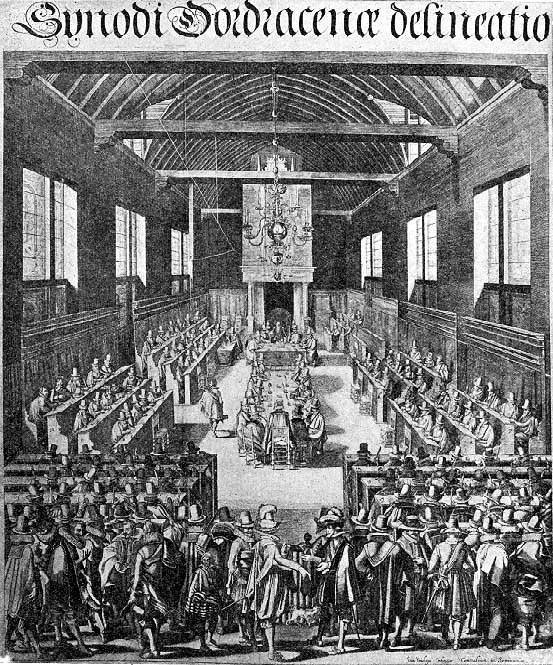
Synode van Dordrecht

Gerardus Livius Bonga (Friesland, ongeveer 1570 - 25 juli 1636) was een Nederlands predikant ten tijde van de Republiek der Zeven Verenigde Nederlanden.
Gerardus Livius Bonga wordt genoemd in meerdere boeken en tijdschriften. Tijdens de Tachtigjarige Oorlog, om precies te zijn op 8 april 1618, tijdens het Twaalfjarig Bestand is hij als remonstrantse predikant, samen met 26 andere Geldersche predikanten, afgezet. Op de Synode van Dordrecht is bekeken of dit terecht was. Hier heeft hij, samen met zijn collega´s, zijn remonstrantse ideeën verdedigd. Hij was hier als afgezant van de Classis Nijmegen.
Livius is begraven onder het koor van de Grote Kerk te Zaltbommel.

## Overzicht levensloop
| Jaar            | Gebeurtenis |
| --------------- | --- |
| ? - ?           | Reizend muzikant |
| ? - 1598        | Conrector en Organist te Oudewater |
| Tot 1598        | Studeerde tot 1598 Theologie in Franeker. |
| 1599 - 1600     | Predikant van de Hervormde gemeente Aarlanderveen. |
| 24-8-1600       | Beroepen naar Nijmegen |
| 19-10-1600      | Remonstrants predikant in de Stevenskerk (Nijmegen). |
| 1618            | Publicatie van Sendt Brief aan Arnhemse collega Henricus Brimanus |
| 8-4-1618        | met zijn collega’s Henricus Cochlaeus (Lepflerus) en Johannes Citsius als remonstrant afgezet. Totaal werden er in Gelderland 26 Predikanten afgezet of gingen zelf weg. |
| 7 mei 1623      | Ondertekening van "acte van accoord” |
| 7 mei 1623      | Ondertekening van "Artykelen vervattende hetgeene tot herftellinge des vredes in de gemeinte defer stadt nuttelijk ende noodligh geoor wordt"                            |
| gereconcilieerd | Daarna kwam er een acte van reconciliatie van de Gedeputeerden Der Geldersche Synode.                                                                                    |
| 21-9-1625       | Beroepen naar Maasbommel en Alphen. |
|                 | Predikant in Maasdommel en Alpen. |
| 1626            | Predikant in Rossum & St.-andries |
| 16-12-1628      | Predikant in Zaltbommel. |
| 1628 – 1636     | Tweede predikant in Rossum. |
| ..-7-1636       | voorzitter van de Gelderse Synode. |
| 25-7-1636       | Overleden. |